# Бульвар Сен-Жозеф (Гатино)
Бульвар Сен-Жозеф, фр. Boulevard Saint-Joseph — крупная улица в секторе Халл города Гатино (Квебек). Идёт с юга на север, от бульвара Александр-Таше до северной границы г. Гатино и пригорода Челси.

## Южный участок
Также известен как Квебекская дорога 105. Проходит от Квебекской дороги 117 из Гран-Рему (Grand-Remous) к северу от Манивоки.
Два кампуса Квебекского университета в Оттаве расположены южнее перекрёстка с бульваром Александр-Таше, почти у берега р. Оттава. Предполагается в дальнейшем построить ещё несколько зданий в том же месте. Ранее также предполагалось провести в эти места ветку Оттавского лёгкого метро через старый железнодорожный мост Принца Уэльского, однако в настоящий момент от этих планов отказались, а железнодорожные пути, идущие вдоль бульвара к мосту, заброшены и не используются, как и сам мост.
На самой южной оконечности бульвара находится арсенал Салаберри, где размещался Халлский полк ополченцев. Рядом установлены 2 танка и бронемашина, в связи с чем эта местность также называется «Танковый парк», фр. Parc des Chars de Combat. Далее на север до улицы Сен-Жан-Боско, по восточной стороне бульвара, расположен крупный парк с футбольным полем. На другой стороне южныго участка находятся многочисленные мелкие магазины и кафе, число которых, однако, в последние годы уменьшилось по мере развития коммерческого района в даунтауне Гатино.
На южном участке бульвара имеются два круговых перекрёстка: один — с улицей Монкальм, а второй — с бульваром дез-Аллюметтьер (ранее бульвар Сен-Лоран), откуда автомобильное движение направляется в сторону Элмера — восточного сектора Гатино.

## Центральный участок
Начиная от перекрёстка с улицей Талон и далее на север вдоль бульвара расположены многочисленные крупные торговые центры, перемежающиеся многоэтажными жилыми домами.
Перекрёсток бульваров Сен-Жозеф и Сен-Реймон известен наиболее частыми в Гатино автомобильными пробками в часы пик днём и по выходным, вызванными движением в направлении Элмера, Оттавы и сектора Гатино через Квебекскую автомагистраль 5.

## Северный участок
К северу от соединения бульвара с Автомагистралью 5 бульвар известен под неофициальным названием «Автомобильный бульвар», Boulevard de l’Automobile, поскольку на этом участке и до Челси расположены многочисленные магазины и мастерские автодилеров — в частности, GM, Ford, Daimler Chrysler, Honda, Toyota, Suzuki, Subaru, Nissan, Hyundai и Nissan, а также автомобильный аукцион Mega Auto. Каждую весну часть дороги закрывают для автомобильного движения в один из воскресных дней, в который происходит крупная распродажа автомобилей и автомобильных принадлежностей. В этой же части находится южный терминал паровозной железной дороги Халл-Челси-Уэйкфилд, популярного туристского аттракциона Квебекской Оттавы.

## Микрорайоны
- St-Jean Bosco
- Wrightville
- Parc de la Montagne/St-Raymond
- Mont-Bleu
- Hautes Plaines